# Elias Khoury
Elias Khoury (àrab: إلياس خوري)  (Archafrieh i Beirut, 12 de juliol de 1948 - Beirut, 15 de setembre de 2024) va ser un novel·lista, dramaturg, periodista i crític literari libanès. Va publicar més d'una desena de novel·les, moltes de les quals quals foren traduïdes a diverses llengües. També va ser editor del suplement literari del diari libanès An-Nahar.

## Biografia
Elias Khoury va nàixer en el si d'una família cristiana al barri d'Ashrafiyye, un barri predominament cristià de Beirut. Anà a l'escola El Bon Pastor del mateix barri.
A poc a poc va anar apropant-se a la causa pro-palestina, Khoury va viatjar a Jordània durant el 1970 on va visitar un camp de refugiats palestins. Just llavors s'allistà a Al-Fatah, organització integrada a l'OAP. Durant el Setembre Negre de Jordània de 1970 es veié obligat a deixar Jordània per a viatjar fins a París on seguí amb els seus estudis d'història i sociologia fent un màster a l'École Pratique des Hautes Études, i on acabà fent la tesi sobre la Guerra Civil del Liban del 1860. Quan retornà de la seua estada a París combaté a la Guerra Civil del Líban del 1975, al bàndol d'Al-Fatah, durant aquesta guerra fou ferit greument i perdé la vista temporalment.
La seua primera presència en l'escena literària del món àrab fou al capdavant de la publicació progressista Mawaqif, a la qual s'hi va incorporar el 1972. Altres membres importants que també va col·laborar-hi van ser Adonis, Hisham Sharabi i el poeta palestí Mahmoud Darwish. Des del 1975 fins al 1979 va ser editor de Shu'un Filastiniyya, col·laborant amb Mahmoud Darwish. Del 1981 al 1982 fou director general d'Al-Karmel. Posteriorment i fins al 1990 va ser director editorial de la secció cultural d'Al-Safir. Actualment hi és d'Al-Mulhaq, el suplement cultural del diari An-Nahar.
A causa de la seua implicació amb la causa pro-palestina entre el 1993 i el 1999 lloga el Théatre de Beirut, on tingueren lloc diferents activitats culturals com obres de teatre, festivals de cinema i diverses exposicions sobre el món àrab. El teatre s'anà transformant en un centre polític donant suport a conferències que cridaven per la democratització del país i clamant per certes reformes. Entre els actes polítics s'organitzaren el 1997 i el 1998 dos esdeveniments internacionals al tribut d'Edward Said i commemorant el cinquantè aniversari de la Nakba.
A banda de la seua carrera literària i periodística Khoury va començar la seua carrera com a professor universitari a principis de la dècada del 1980, ensenyant literatura a la Universitat Libanesa de Beirut i també a la Universitat Americana de Beirut. A finals de la dècada del 1990 fou professor de la Universitat de Colúmbia i de la Universitat de Nova York. Khoury va estar casat amb la dramaturga Najla Jraysati i va ser pare de l'Abla i el Talal.

## Títols traduïts al català
- Khoury, Elias; Ferrer Carmona, Jaume (tr.). La cova del sol.  Club Editor 1984, 2007, p. 608 (El club dels novel·listes, 11). ISBN 978-84-7329-125-5.
- Khoury, Elias; Ferrer Carmona, Jaume (tr.). Ialo.  Club Editor 1984, 2009, p. 318 (El club dels novel·listes, 23). ISBN 978-84-7329-141-5.